# Мазин, Владимир Алексеевич
Владимир Алексеевич Мазин (род. 1 января 1951, Ларьяк) — российский поэт, культуролог, хореограф, работник культуры. Член Союза писателей России. Лауреат Всероссийской литературной премии имени Д. Н. Мамина-Сибиряка (2012). Заслуженный деятель культуры Ханты-Мансийского автономного округа – Югры (2010).

## Биография
Родился 1 января 1951 году в селе Ларьяк, ныне Нижневартовского района Ханты-Мансийского автономного округа. Проходил обучение в национальной школе-интернате. В 11 лет начал писать первые стихи, басни и частушки. В юности занимался изучением сольфеджио, играл в школьном театре, пел в хоре. С 1962 года стал работать в сельском клубе на танцевальных вечерах. В 1967 году, завершив обучение в 8 классе школы, стал студентом Тобольского отделения Тюменского культурно-просветительного училища, поступил на дирижерско-хоровое отделение, позже принял решение перевестись на хореографическое. В годы учёбы в райнной газете выходят его первые публикации посвящённые творчеству Александра Блока. Завершив обучение в училище, возвратился в родное село Ларьяк, стал работать художественным руководителем Ларьякского Дома культуры. Создатель известного на Севере танцевального ансамбля «Сибирячка».
Был призван в ряды Советской армии. После демобилизации продолжил работу в сельском Доме культуры. Изучал национальную хантыйскую культуру, поставил танцы «Лебедушки», «Бег оленей», «Мастерицы», «У костра».
С 1974 по 1978 годы проходил обучение в Ленинградской высшей профсоюзной школе культуры, овладел специальностью «организатор культурно-просветительной работы». Здесь же в Северной столице активно участвовал в литературном объединении. В это время читатель увидел его первые публикации о культуре малых народов Севера.
В 1980 году переехал на постоянное место жительство в город Нижневартовск. Трудоустроился электромашинистом земснаряда, одновременно стал руководить художественной самодеятельности в посёлке Песчаный мыс. С 1983 года работал в должности директора ДК «Радуга», преподавал ритмику в школе № 7. Трижды, как мастер художественного слова, становился лауреатом праздников «Человек. Труд. Искусство» в городе Новосибирске. В концертах стал активно использовать своё поэтическое творчество. В районном периодическом издании «Ленинское знамя», стали печататься его стихи за подписью «В. Кунин».
В 1992 году стал обучаться на филологическом факультете в Ишимском педагогическом институте. в школе №31 стал преподавать курс мировой художественной культуры. Через год стал работать в школе-лицее, а в 1996 году он стал преподавать русский язык и литературу и руководить литературной студией. С этого времени поэт начал подписывать свои публикации как учитель словесности.
С 1997 года стал активно заниматься сбором и изучением фольклора хантов, много было опубликовано им сказок ваховских хантов.
В 2002 года назначен на работу старшим преподавателем кафедры культурологии Нижневартовского педагогического института. Успешно защитил диссертацию на соискание степени кандидата культурологических наук.
С 1998 года является членом Союза писателей России. Его поэзия печаталась в периодике: «Тюмень литературная», в еженедельнике «Литературная Россия»; в журналах «Молодой гений», «Наш современник», “Югра”, «Московский Парнас», «Орфей»; в альманахах и коллективных сборниках: «Последнее пришествие», “Эринтур”, «Чаша круговая», «Голоса», «Из века в век», «От Югры до Балатона», «Там, где Иртыш обнимается с Обью», «Под северным небом», «Современная литература Югры» и других. В 2000 и 2001 годах о его поэтическом творчестве двумя изданиями был опубликован очерк Л.В. Ханбекова «Дар живой струны».
В 2003 году в соответствии с Указом Президента Российской Федерации награждён медалью Пушкина.
Проживал в Нижневартовске до 2013 года. Сейчас живёт в Саранске.

## Премии и награды
- 1990 - знаком отличия «За отличную работу в культпросветучреждениях профсоюзов»,
- 2002 - Лауреат премии губернатора Ханты-Мансийского автономного округа в области литературы за книгу «Бубен и скрипка»,
- 2003 - Медаль Пушкина,
- 2005 - лауреат премии Ханты-Мансийского автономного округа – Югры «За развитие культуры малочисленных народов Севера»,
- 2005 - памятная медаль «65 лет Победы»,
- 2005 - почетная грамота Думы Ханты-Мансийского автономного округа – Югры,
- 2010 - заслуженный деятель культуры Ханты-Мансийского автономного округа – Югры,
- 2012 - лауреат Всероссийской премии им. Д.Н. Мамина-Сибиряка.